# Heliotropium rotundifolium
Heliotropium rotundifolium är en strävbladig växtart som beskrevs av Sieb. och Johann Georg Christian Lehmann. Heliotropium rotundifolium ingår i Heliotropsläktet som ingår i familjen strävbladiga växter. Inga underarter finns listade i Catalogue of Life.